# Bazavluciok, Sofiivka
Bazavluciok (în ucraineană Базавлучок) este un sat în comuna Novovasîlivka din raionul Sofiivka, regiunea Dnipropetrovsk, Ucraina.

## Demografie
Componența lingvistică a localității Bazavluciok
     Ucraineană (97,94%)
     Rusă (1,55%)
     Alte limbi (0,52%)
Conform recensământului din 2001, majoritatea populației localității Bazavluciok era vorbitoare de ucraineană (97,94%), existând în minoritate și vorbitori de rusă (1,55%).